# Бризингър
„Бризингър“ – третата книга от поредицата „Наследството“ на американският писател Кристофър Паолини. В САЩ е издадена на 20 септември 2008 г. Името на книгата Brisingr, на измисления от Паолини елфски език „огън“. Кристофър Паолини обяснява:
| „ | Бризингър е първата дума, която бях решил да използвам за третата книга от поредицата. Винаги съм смятал, че е подходящо. Както първата древна дума, която научих Ерагон, тази дума също има значение за него – Rider dragon. В новата книга ще бъде показано колко точно това значи за Ерагон... | “ |

На корицата на книгата е изобразен златният дракон Глаедр на черен фон, както и познатият вече надпис: BRISINGR.
В България Бризингър излиза на 25 септември 2009 г. издателство Хермес.

## За книгата
Внимание:  Текстът по-долу разкрива сюжета на произведението (или части от него)!
В колосалната битка срещу армията на Империята в Пламтящите равнини Ерагон и Сапфира едва не загиват. Ала изпитанията на младежа не свършват дотук. Той се е заклел на братовчед си Роран, че ще измъкне неговата любима Катрина от ноктите на зловещите Ра’зак. Освен това всички упования на бунтовниците Варден и елфите за свалянето от трона на омразния тиранин Галбаторикс са съсредоточени върху младия Ездач и неговия изумруден дракон. В същото време в Тронхайм предстои изборът на нов джуджешки крал. От това кой ще бъде той, зависи дали джуджетата ще продължат да се крият в подземния си свят, или ще се присъединят към съюза срещу Императора.